# Junction Point Studios
Junction Point Studios foi uma produtora de jogos da Disney Interactive Studios, subsidiária da Walt Disney Company e comandada por Warren Spector, criador de séries como System Shock e Deus Ex. Seus principais títulos desenvolvidos foram Epic Mickey e sua continuação.
Entretanto, em Janeiro de 2013, devido a baixa venda dos games da produtora, a Disney anunciou o fechamento da empresa.